# Wesley Fofana
Wesley Tidjan Fofana (Marselha, 17 de dezembro de 2000) é um futebolista francês que atua como zagueiro. Atualmente joga no Chelsea.

## Carreira

### Início
Fofana nasceu em Marselha, Bocas do Ródano. Começou a jogar futebol com 6 anos, no clube Repos Vitrolles.

### Saint-Étienne
Estando nas categorias de base desde 2015, Fofana assinou seu primeiro contrato profissional com o Saint-Étienne no dia 15 de maio de 2018. O zagueiro fez sua estreia como profissional em 18 de maio de 2019, numa vitória por 3 a 0 sobre o Nice.

### Leicester
Fofana foi anunciado pelo Leicester em 2 de outubro de 2020, por 36,5 milhões de euros, assinando um contrato de 5 anos. Nesse ano, foi eleito para Seleção do IFFHS de melhores jogadores Sub-20 do mundo.
Fez seu primeiro gol pelo clube em 17 de março de 2022, o único da derrota por 2–1 para o Rennes no jogo de volta das oitavas da Liga Conferência Europa de 2021–22.
No dia 7 de março de 2022, teve seu contrato em renovado até o ano de 2027.

### Chelsea
No dia 31 de agosto de 2022, último dia da janela de transferência, Fofana foi anunciado pelo Chelsea, em um acordo avaliado em 75 milhões de libras (R$ 450 milhões).

## Seleção Francesa
Em 15 de março de 2021, foi um dos 23 convocados para disputar a Eurocopa Sub-21.

## Vida pessoal
Fofana é muçulmano e descendente de malineses. Em 22 de abril de 2021, ele foi substituído após uma hora de partida durante a vitória do Leicester por 3 a 0 contra o West Bromwich Albion, pois estava jejuando para o Ramadã.
Na partida contra o Crystal Palace, o jogo foi pausado após meia hora para permitir que Fofana e Cheikhou Kouyaté comessem algo para quebrar o jejum.

## Estatísticas
Atualizadas até 3 de maio de 2022

### Clubes
| Clubes            | Temporada         | Campeonato Nacional | Campeonato Nacional | Campeonato Nacional | Copa Nacional | Copa Nacional | Copa Nacional | Campeonato Continental | Campeonato Continental | Campeonato Continental | Outros torneios | Outros torneios | Outros torneios | Total | Total | Total   |
| Clubes            | Temporada         | Jogos               | Gols                | Assist.             | Jogos         | Gols          | Assist.       | Jogos                  | Gols                   | Assist.                | Jogos           | Gols            | Assist.         | Jogos | Gols  | Assist. |
| ----------------- | ----------------- | ------------------- | ------------------- | ------------------- | ------------- | ------------- | ------------- | ---------------------- | ---------------------- | ---------------------- | --------------- | --------------- | --------------- | ----- | ----- | ------- |
| Saint-Étienne     | 2018–19           | 2                   | 0                   | 0                   | 0             | 0             | 0             | —                      | —                      | —                      | —               | —               | —               | 2     | 0     | 0       |
| Saint-Étienne     | 2019–20           | 14                  | 1                   | 0                   | 8             | 1             | 0             | 2                      | 0                      | 0                      | —               | —               | —               | 24    | 2     | 0       |
| Saint-Étienne     | 2020–21           | 4                   | 0                   | 0                   | —             | —             | —             | —                      | —                      | —                      | —               | —               | —               | 4     | 0     | 0       |
| Saint-Étienne     | Total             | 20                  | 1                   | 0                   | 8             | 1             | 0             | 2                      | 0                      |                        | 0               | 0               | 0               | 30    | 2     | 0       |
| Leicester         | 2020–21           | 28                  | 0                   | 1                   | 4             | 0             | 0             | 6                      | 0                      | 0                      | —               | —               | —               | 38    | 0     | 1       |
| Leicester         | 2021–22           | 3                   | 0                   | 0                   | 0             | 0             | 0             | 4                      | 1                      | 0                      | —               | —               | —               | 7     | 1     | 0       |
| Leicester         | Total             | 31                  | 0                   | 0                   | 4             | 0             | 0             | 10                     | 1                      | 0                      | 0               | 0               | 0               | 45    | 1     | 1       |
| Total na carreira | Total na carreira | 51                  | 1                   | 1                   | 12            | 1             | 0             | 12                     | 1                      | 0                      | 0               | 0               | 0               | 75    | 3     | 1       |

## Títulos
Leicester
- Copa da Inglaterra: 2020–21[carece de fontes?]

### Prêmios individuais
- Seleção de melhores jogadores Sub-20 do mundo da IFFHS: 2020[carece de fontes?]